# Nikolaj Demidov

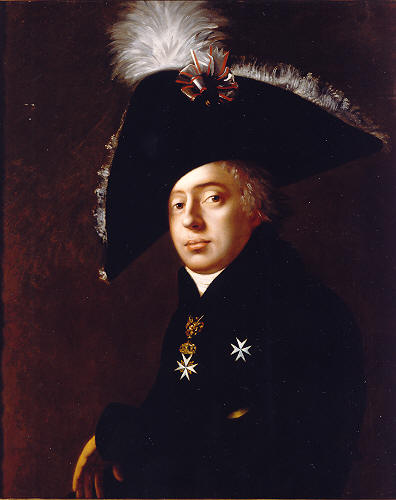
Nikolaj Demidov

Nikolaj Nikititsj Demidov (Russisch: Николай Никитич Демидов) (1774-1828) was de jongste zoon van Nikita Akinfivitsj Demidov (de jongste zoon van Akinfi Demidov) en een prominent lid van de familie Demidov. Bij de dood van zijn vader erfde hij zijn 8 fabrieken op 15-jarige leeftijd. Hij kon niet met geld omgaan en werd daarom onder staatstoezicht geplaatst om niet alles uit te geven. In 1797 trouwde hij met barones Elisabeth Alexandrovna Stroganov, van wie hij twee kinderen kreeg; Pavel en Anatoli. Het paar vestigde zich in Parijs en waren voorstanders van Napoleon. Toen in 1810 Frankrijk en Rusland niet langer bondgenoten waren en Napoleon zich opmaakte voor zijn Veldtocht naar Rusland werd Nikolaj teruggeroepen naar Rusland (hij was in 1805 al naar Italië vertrokken), waar hij zich in 1812 vestigde in Moskou. Hij richtte een infanterieregiment op voor de  verdediging van Rusland tegen Napoleon, dat hij zelf financierde. Na de oorlog schonk hij enkele natuurcollecties aan de Universiteit van Moskou, om de in de oorlog verloren gegane collecties weer aan te vullen. Hij breidde het imperium van zijn voorvaderen verder uit door zijn fabrieken technisch te herstructureren en zijn mijnbouwactiviteiten uit te breiden. Hij kreeg een belangrijke positie aan het hof van de tsaar. Hij was penningmeester, commandeur van de Maltezer Orde en geheim raadslid. In 1819 werd hij benoemd tot ambassadeur van Rusland in Groothertogdom Toscane. Ten noorden van Florence, bij Polverosa kocht hij 42 hectare moerasgebied van de rooms-katholieke Kerk, waar hij de enorme villa San Donato liet bouwen, waar hij een deel van zijn grote kunstcollecties plaatste (hij werd gezien als de grootste particuliere kunstbezitter ter wereld van die tijd).  Ook liet hij in Toscane een aantal publieke gebouwen bouwen, zoals een theater, scholen, ziekenhuizen en instellingen van barmhartigheid. In Sint-Petersburg liet hij vier bronzen bruggen bouwen en in Moskou ondersteunde hij de wetenschappelijke cultuur.